# 칼레 안틸라
카를로 요한 얄마리 "칼레" 안틸라(핀란드어: Kaarlo Johan Jalmari "Kalle" Anttila, 1887년 8월 30일 ~ 1975년 1월 1일)는 핀란드의 레슬링 선수이다. 1920년 하계 올림픽 자유형 라이트급에서 금메달을, 1924년 하계 올림픽 그레코로만형 페더급에서 금메달을 획득했다. 그는 1921년과 1922년에 세계 선수권 대회 그레코로만형에서 우승했다.